# Ledofsky-féle Gőzmalom
Ledofsky-féle Gőzmalom vagy Ledofszky Géza gőzmalma, hivatalosan nevén Soroksári Gőzmalom − Ledofsky Géza Rt. egy magyarországi nagyipari létesítmény volt.

## Története
A gyár a XIX. századi nagy gőzmalomépítések időszakában, 1875-ben létesült Soroksáron (1950 után Budapest XXIII. kerülete). Alapítói a soroksári kenyérsütők voltak. Az üzem nagyrészt rozsőrléssel foglalkozott. A gyár területe 4000 m2 volt, és négy épület állt rajta. A hajtóerőt 250 lóerős gőzgép szolgáltatta, a munkások száma az 1900-as évek elején a Magyarország vármegyéi és városai című sorozat vonatkozó kötetének 1910-es adatai szerint 50 fő volt, évi termelési képesség 150.000 métermázsa (1500 vagon) őrlemény. A gyár Felső-Magyarországra és a Dunántúlra szállított; kiviteli piaca Ausztria, Németország, Franciaország, Anglia, Hollandia és Egyiptom voltak.
A gyár 44 éven át üzemelt. 1919-ben leégett. Fényképét lásd: Lakatos, i. m., 89. o.